# Dioscorea spectabilis
Dioscorea spectabilis är en enhjärtbladig växtart som beskrevs av Reinhard Gustav Paul Knuth. Dioscorea spectabilis ingår i släktet Dioscorea och familjen Dioscoreaceae. Inga underarter finns listade i Catalogue of Life.